# バイユーのタペストリー
バイユーのタペストリー（仏: Tapisserie de Bayeux）は、1066年のノルマンディー公ギヨーム2世（後のウィリアム征服王）によるイングランド征服（ノルマン・コンクエスト）の物語を、亜麻で作った薄布（リネン）に刺繍によって描いた刺繍画である。

## 概要

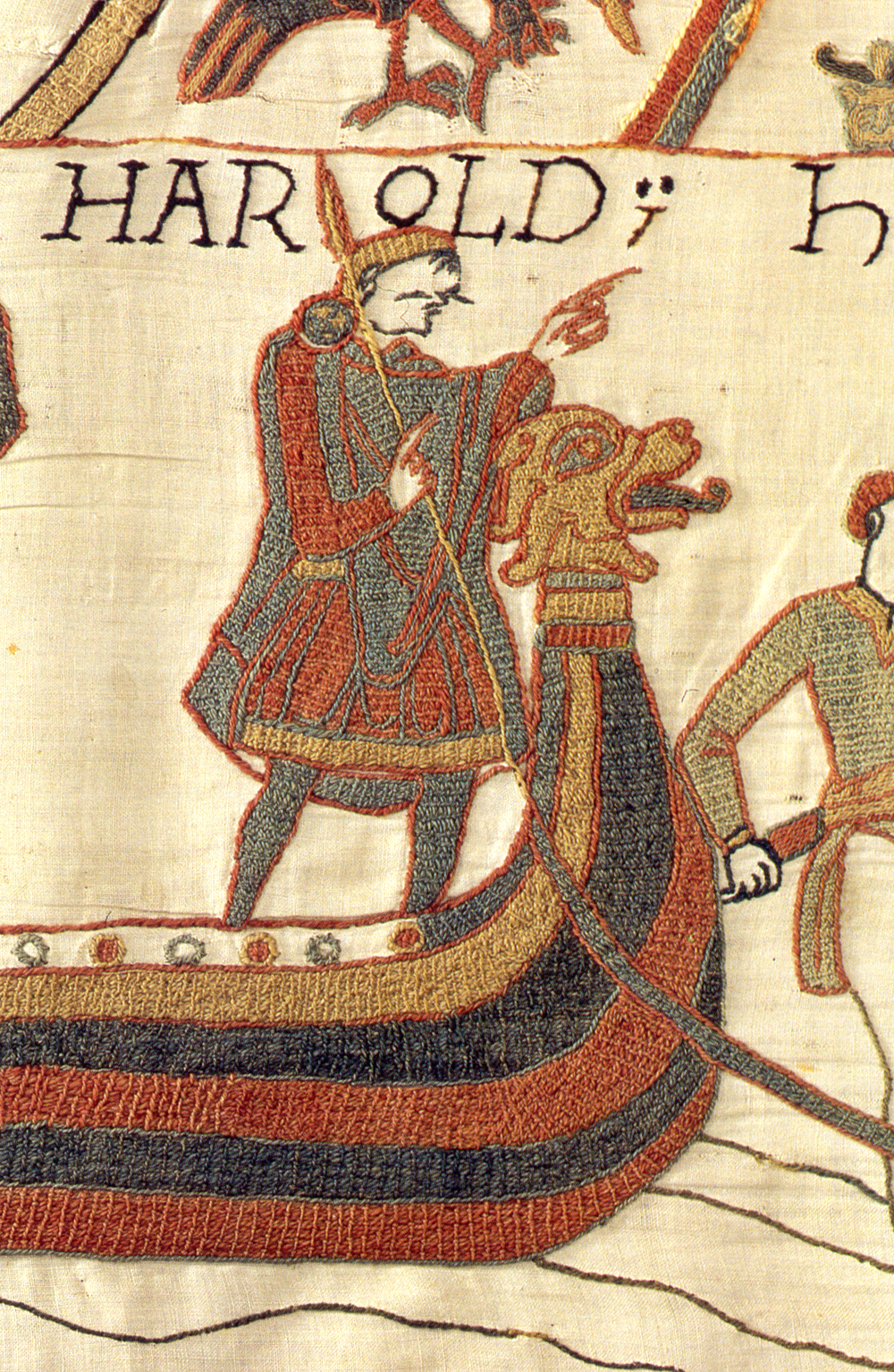
バイユーのタペストリーに描かれたイングランド王ハロルド2世。

バイユーのタペストリーは、厳密には織物であるタペストリーではなく、布に刺繍を行って物語を描いた作品である。元々の寸法は、長辺約70 mだったと考えられているものの、現存している部分は、長辺が63.6 mで、短辺は約0.5 mである。ヘイスティングズの戦いのくだりまでが現存している。11世紀のフランスとイングランドに関わる歴史的遺物であり、また当時の服装や武器、軍船、戦闘方法などを伝える貴重な史料でもある。さらにハレー彗星の出現記録の1つとしても知られる。
フランスのノルマンディー地方の都市バイユーに有るバイユー大聖堂に長く保管されていたが、近代の戦火による混乱の中で、所在が転々と変わった。しかし、現在では旧に復され、バイユー・タペストリー美術館で保管・展示されている。
ヨーク大学の研究では、バイユー大聖堂の特定の場所に展示されるようなっていたとされる。
2007年、国連教育科学文化機関から世界記録遺産に認定された。

## 制作技法

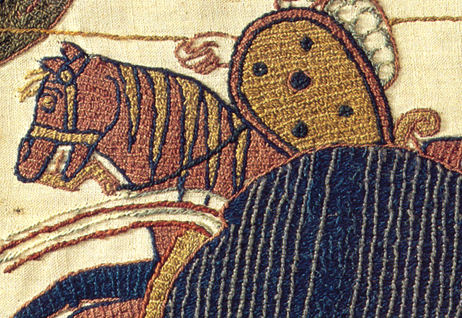
刺繍画の細部

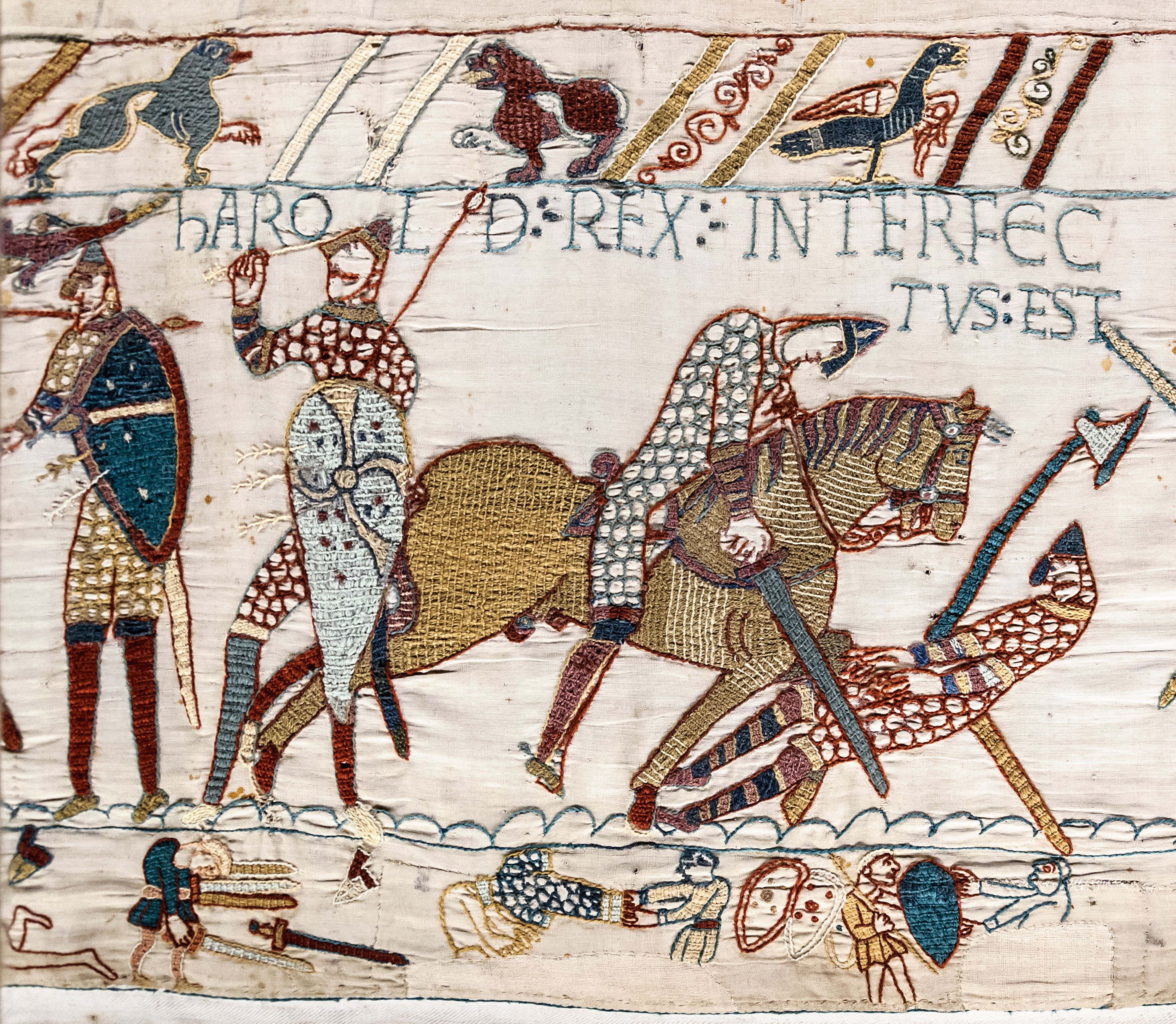
ヘイスティングズの戦いにおけるハロルド2世の戦死。
タペストリー終盤の場面。このうちのどの戦士がハロルド2世であるかは同定されておらず、本作の謎の1つに数えられている。

亜麻製の糸で織った薄い布に、毛糸による刺繍を施す事によって、絵を描いている。したがって、タペストリーと称されているものの、実際には織物ではなく刺繍作品である。亜麻の布地に、青、茜、黄色などで染色された毛糸が使用されている。刺繍技法としては、線を描くアウトライン・ステッチを基本に、バイユー・ステッチ（point de Bayeux）と呼ばれる、輪郭の内側を糸で密に埋めてゆく手法が用いられている。

## 作中に描かれている内容
本作品は全部で58場面で構成されており、図柄には、人物623人、馬（軍馬など）202頭、犬（猟犬など）55頭、樹木49本、荷車1両、船41艘、鳥獣など、様々な生物が500匹以上描かれている。また、各場面にはラテン語の文章が添えられている。

### 勝者の記念物

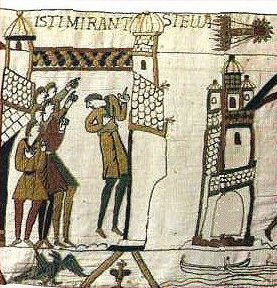
「火の星」出現の様子
上部にはISTI MIRANT STELLA（羅：彼らは星を眺めている）の文字が見える。

本作品に描かれた物語は全て、ノルマン・コンクエストの勝利者たるノルマンディー公ギヨーム2世（ウィリアム征服王）の主張に基づいた内容である。それは、エドワード証聖王がギヨーム2世を後継者とすべくハロルド・ゴドウィンソンを使者として送る場面から始まり、ヘイスティングズの戦いにおけるハロルド・ゴドウィンソンの戦死と敗残兵追撃の場面で終わっている。
本作品は最後の2場面が失われており、幕引きの部分を見る事はできない。約6.4 mは有ったとされるこの欠損部分は、バイユーのタペストリーを巡る謎の1つである。しかし、歴史的経緯からの推測で、ウィリアム征服王の戴冠式の様子が描かれていたに違いないと考えられている。

### 不吉なる火の星
また、ハロルド2世がイングランド王に即位して間も無い頃に、不吉な「火の星」、すなわち大きな彗星が出現した事も描き込まれている。この彗星は、時の王とその配下達を怯えさせた。なお、この場面は描かれた物語を解釈する事で、1066年3月と同定された。それにより、この天体がハレー彗星であった事が18世紀に判明した。

## 変遷
以前はウィリアム1世の王妃マティルダが征服を記念して寄進した物とされ、「王妃マティルダのタペストリー」と呼ばれていた。しかし、近年の研究ではウィリアム1世の異父弟であったバイユー司教のオドン（バイユー司教オド（en））が作らせた物だと考えられている。理由としては、オドンを含む3人の司教がタペストリーに描かれている事と、オドン司教が建立したバイユー大聖堂に、当初からタペストリーが飾られていたと考えられるからである。
その後、18世紀まで本作品の存在は忘れ去られており、フランス革命時には武器箱の覆いに使用されていた。これを地元の弁護士が気付き、危うく喪失を免れた経緯を有する。1803年にナポレオンがパリに持ち帰ったが、これはイギリス侵攻の参考にするためであったという。その後、バイユーに戻されたが、第二次世界大戦中にはドイツ軍が接収した。戦後、フランスに戻り、ルーヴル美術館の地下に保管されていた。現在ではバイユー・タペストリー美術館に保管・展示されている。

## 複製
数々の複製がされている。
- 1886年にヴィクトリア&アルバート博物館から提供された実物大水彩画をもとに完成された複製はリーディング博物館（英語版）に展示されている[6][7]。
- 1996年にカナダのウォータールー大学の教師 Ray Dugan が制作した複製は、様々な教育機関に貸し出されている。
- 2014年6月に完成した複製は、Børglum修道院（英語版）に展示されている[8]。